# Симпсон, Томас

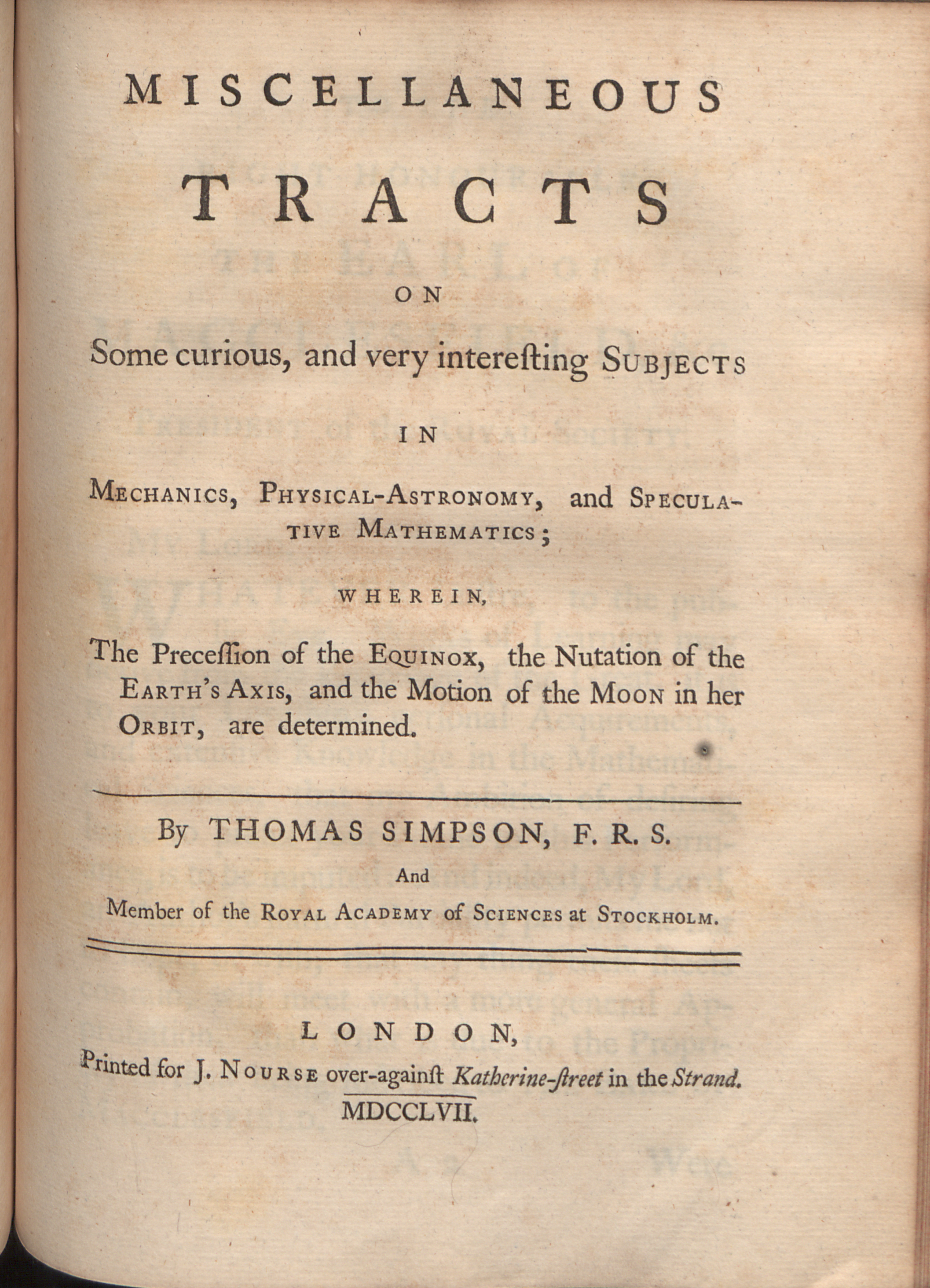
Miscellaneous tracts, 1757

То́мас Си́мпсон (англ. Thomas Simpson, 20 августа 1710 — 14 мая 1761) — английский математик. 

## Биография
Симпсон давал частные уроки математики, а также занимался ткацким ремеслом, ткал шелковые ткани. 
В 1737 году была издана первая работа Симпсона «A new treatise of fluxions» (Лондон). Через три года, в 1740 году вышла в свет вторая его работа, посвящённая теории вероятности: «A treatise on the nature and laws of change» (Лондон). В этой работе было немного оригинальных решений принадлежащих самому автору. 
Потом вышли в свет работы «Essay on several subjects in speculative and mixed mathematics» (Лондон, 1740) и «The doctrine of аnnuities and reversions» (там же, 1742). В 1743 году вышел сборник Симпсона «Mathematical Dissertations on a variety of physical and analytical subjects» (Лондон). В одной из диссертаций этого сборника, озаглавленной «Of the areas of curves etc. by approximation» (стр. 109—119), была выведена формула, известная под названием правила Симпсона, приближённого определения квадратур кривых, принимаемых по первоначальной идее Ньютона за параболы. В другой диссертации Симспоном был описан вывод формулы рефракции..
В 1746 году Симпсон был избран в члены Лондонского королевского общества, а ранее — в члены основанного в 1717 году в Лондоне Математического общества. В 1758 был избран иностранным членом Шведской королевской академии наук. Также был назначен профессором в Королевскую военную академию в Вулидже, где Симпсон составил учебники по элементарной математике. В особых отделах геометрии им были рассмотрены задачи о наибольших и наименьших величинах, решаемые с помощью элементарной геометрии, правильные многогранники, измерение поверхностей, объёмы тел и, наконец, смешанные задачи. В учебнике тригонометрии Симпсон пользуется как изобретенным им введением вспомогательного угла. Давно уже известное арабским ученым, это средство не было новостью в науке. Но в Европе до появления «Тригонометрии» Симпсона о нём не знали. Симпсон внёс упрощения в вычисление синусов и косинусов.
В 1750 году вышло второе сочинение Симпсона о методе флюксий (то есть дифференциальном исчислении) под заглавием «The doctrine and applications of fluxions» (2 тома, Лондон). В нём автор заявляет, что оно не должно быть считаемо вторым изданием вышедшего 13-ю годами ранее юношеского опыта. После этого вышли «Select exercises in the mathematics» (Лондон, 1752) и «Miscellaneous tracts» (там же, 1757). 
В журнале «Philosophical Transactions» были опубликованы несколко работ Симсона, включая «On the fluents of multinomians, and series affected by radical sings, which do not begin to converge till after the second term» (1748), «The motion of projectiles near the earth’s surface considered etc.» (1748), «A general method for exhibiting the value of an algebraic expression involving several radical quantifies in an infinite series etc.» (1751), «The resolution of a general proposition for determining the horary alteration of position of the terrestrial equator from the attraction of the sun and moon etc.» (1757), «The invention of a general method for determining the sum of every 2d, 3d, 4th or 5th etc. term of a series, taken in order; the sum of the whole series being known» (1758).
Симпсон умер в 1761 году в результате душевной болезни. 
Краткие сведения о жизни и деятельности Симпсона находятся в статье де ла Ланда «Remarques sur la vie de Mss. de Lacaille, Bradley et Simpson» («Connaissance des temps pour 1767», 197—204). 
Список сочинений Симпсона приведён в «Biographisch-L itterarisches Handwörrterbuch von Poggendorff» (т. II, стр. 937).